# Сольватація

Йон натрію, сольватований молекулами води

Сольватація (лат. solvo — розчиняю) — електростатична взаємодія між частинками, (іонами, молекулами) розчиненої речовини і розчинника. Сольватація у водних розчинах називають гідратацією.

## Загальний опис
Утворені внаслідок сольватації молекулярні групи називаються сольватами. На відміну від сольватації, об'єднання в розчині однорідних часточок називають асоціацією.
Вперше поняття «сольватація» одночасно ввели у 1891 році І. О. Каблуков та Кістяківський В. О..
Сольватація — взаємодія між частинками (йонами, молекулами) розчинника й розчиненої речовини. Зумовлена електростатичними та ван-дер-ваальсовими силами (неспецифічна сольватація), а також Н-зв'язками та координаційним хімічним зв'язком (специфічна сольватація). Сольватація — найважливіший чинник, який зумовлює розчинність речовин, їх розподіл між фазами, електролітичну дисоціацію, хімічні реакції у розчинах. Найбільш інтенсивна сольватація йонів у розчинах електролітів.

### 3D-RISM
3D розподіл функцій взаємодії сайтів навколо розчиненої молекули визначається з 3D-RISM інтегрального рівняння
{\displaystyle h_{\gamma }(r)=\sum _{a}\int d{\textbf {r}}'c_{a}({\textbf {r}}-{\textbf {r}}')\chi _{a\gamma }(r')},
де {\displaystyle h_{\gamma }({\textbf {r}}),\,\,c_{\gamma }({\textbf {r}})} — тривимірна повна та пряма кореляційні функції (TCF та DCF) сайту {\displaystyle \gamma } навколо молекули відповідно;
{\displaystyle \chi _{a\gamma }(r)} — «сайт-сайт»-об'ємна сприйнятивість розчинника;
індекси {\displaystyle a,\gamma } — сорти взаємодіючих сайтів розчинника.

## Енергія сольватації
Зміна енергії Гіббса при переносі молекулярної частинки з вакууму в розчин. Основний внесок у неї дають: кавітаційна енергія утворення порожнини, що утримує частинку розчиненого в розчині; орієнтаційна енергія частково орієнтованих у порожнині диполів; ізотропна енергія взаємодії електростатичної та дисперсійної природи; анізотропна енергія специфічних взаємодій — водневих зв'язків, донорно-акцепторних взаємодій і т. ін.